# Среднеазиатское восстание 1916 года
Среднеазиатское восстание 1916 года — вооружённое выступление мусульманского населения среднеазиатских владений Российской империи против русских поселенцев и центральной власти, вызванное трудовой мобилизацией во время Первой мировой войны и осложнённое межэтническим напряжением.
Непосредственным толчком к началу восстания стал указ о привлечении на тыловые работы в прифронтовых районах мужского населения в возрасте от 19 до 43 лет включительно. Недовольство восставших также было обусловлено отъёмом правительством земель и передачей её в собственность русским переселенцам, нищетой, стычками с вооружёнными отрядами казаков и новыми переселенцами, насильственной реквизицией скота у коренного населения. Местное духовенство в своих проповедях также возбуждало в населении недовольство политикой центральных властей.
Восстание началось 17 (4 по старому стилю) июля 1916 года в Ходженте Самаркандской области (ныне Худжанд, Таджикистан). Вскоре оно охватило Самаркандскую, Сырдарьинскую, Ферганскую, Закаспийскую, Акмолинскую, Семипалатинскую, Семиреченскую, Тургайскую, Уральскую области с более чем 10-миллионным многонациональным населением. 17 июля 1916 года в Туркестанском военном округе было объявлено военное положение.
В советский период такие лидеры восстания как Амангельды Иманов и Алиби Джангильдин рассматривались как революционные герои, в честь них были названы множество улиц и населённых пунктов в Казахстане. В целом произошла героизация восстания, оно было объявлено восстанием против самодержавия, при этом национальные и религиозные мотивы, а также жестокость восставших замалчивались. Традиция героизации восстания как антиколониального сохраняется и в современных независимых государствах Средней Азии.

## Предыстория
К 1916 году в Туркестанском и Степном генерал-губернаторстве накопились много социальных, земельных и межэтнических противоречий, вызванных переселением русских переселенцев, начавшееся во второй половине XIX века после отмены крепостного права. Волне переселения предшествовали ряд земельных и законодательных реформ.
2 июня 1886 года и 25 марта 1891 года принимаются «Положение об управлении Туркестанским краем» и «Положение об управлении Акмолинской, Семипалатинской, Семиреченской, Уральской и Тургайской областями», согласно которым большинство земель данных регионов переходила в собственность Российского Государства. Каждой семье из местного населения выделялся участок земли в 15 десятин для бессрочного пользования.
В результате переселенческой политики российского правительства численность русского населения Средней Азии увеличилась с 200 000 человек в 1897 году до 750 000 в 1917 году, что составляло 10 % населения края.
В 1914—1916 годах проводилась принудительная массовая реквизиция скота (вьючно-грузового и мясо-молочного) у коренного населения на нужды фронта. Скот реквизировался фактически за бесценок (за 1/10 часть от рыночной стоимости).
К трудовой мобилизации добавилась и мобилизация среднеазиатского мужского населения в Русскую императорскую армию и отправка на западные фронты, за тысячи километров от их родины, что ещё более усилило недовольство местного коренного населения, — как отмечает М. С. Френкин, среднеазеатские крестьяне не хотели отправляться за тысячи километров на войну колонизаторского режима за чуждые им имперские планы Петербурга.

## Ход восстания
Непосредственным поводом для начала восстания стал указ императора Николая II от 25 июня 1916 года о «реквизиции инородцев» в возрасте от 19 до 43 лет включительно на тыловые работы в прифронтовых районах Первой мировой войны. На тыловые работы из Туркестанского генерал-губернаторства планировалось привлечь 250 000 человек, из Степного 230 000 человек.
Трудовые мобилизации предусматривались и в других регионах империи. Так, во исполнение указа 30 июня 1916 года штаб Иркутской местной бригады потребовал от якутского уездного воинского начальника Н. Д. Попова набрать «бродячих и всех обитающих в… Верхоянском, Среднеколымском, Вилюйском округах Якутской области» в возрасте от 19 лет до 31 года. Попов сообщил, что, по приблизительному подсчёту, будет призвано около 20 тысяч инородцев. Их должны были отправить 19 партиями пароходами с 24 июля по 24 августа, но 17 июля 1916 года якутский губернатор де Витте сообщил, что «призыв инородцев Якутской области на работы в тылу действующей армии отменён».
Недовольство людей в Средней Азии также подогревало несправедливое распределение земли и призывы мусульманских лидеров к священной войне против «кафиров»-русских.
Волнения начались 17 (4) июля 1916 года в Ходженте, где произошло столкновение полиции и толпы таджиков, требовавшей уничтожения списков мобилизованных. Местные жители, не согласные с порядком составления этого списка и тем, что в ряды армии призывают исключительно несемейных и неимущих лиц, первоначально собрались у дома начальника полиции с требованием отмены такого списка. Их требование не было принято, и тогда произошли стычки между протестующими и силами полиции, в результате которых десятки людей были убиты и получили ранения. Вслед за худжандским мятежом жители и других городов российских губерний в Средней Азии поднялись на бунты. В Таджикистане восстание в Ходженте также известно как «Мятеж Ходими Джамолак».
Из Ходжента восстание перекинулось на Джизак, где была разрушена железная дорога и убито несколько десятков русских. Восстание возглавляли ишаны, кроме того определённую роль в восстании могли сыграть немецкие военнопленные, находившиеся в Джизаке. На подавление восстания был отправлен полковник Иванов, разгромивший повстанцев и уничтоживший несколько десятков аулов в Джизакском округе. Всего при подавлении Джизакского мятежа было убито до 5000 человек.
По официальным данным уже в июле 1916 года в Самаркандской области произошло 25 выступлений, в Сырдарьинской — 20 и в Ферганской — 86.
30 (17) июля 1916 года в Туркестанском военном округе было объявлено военное положение.
К 24 (11) августа 1916 года конные отряды киргизских мятежников нарушили телеграфную связь между Верным, Пишпеком, Ташкентом и европейской Россией. Волна межэтнического насилия захлестнула Семиречье. Отряды дунган вырезали русские сёла Иваницкое и Кольцовка в окрестностях Пржевальска.
Восставшие жгли деревни русских переселенцев, казаков, рабочих. В телеграмме военному министру от 29 (16) августа 1916 года туркестанский генерал-губернатор и командующий войсками Туркестанского военного округа Алексей Куропаткин сообщал: «В одном Пржевальском уезде в имущественном отношении пострадало 6024 семейства русских поселенцев, из коих большинство потеряло всю движимость. Пропало без вести и убито 3478 человек».
В ряде мест, особенно в Ферганской долине, восстанием руководили дервиши-проповедники, призывающие к газавату.
Одним из первых объявил о начале «священной войны» против «неверных» Касым-Ходжа, имам главной мечети селения Заамин, провозглашённый «Зааминским беком». Он организовал убийство местного пристава Соболева, после чего назначил «министров» и объявил поход на станции Обручево и Урсатьевскую. По дороге его отряд убивал всех попадавшихся на пути русских.
Генерал-губернатор Степного края Николай Сухомлинов отсрочил призыв местного населения на тыловые работы до 15 сентября 1916 года, однако это не остановило восстание в крае. Не помогли и призывы лидеров местного движения «Алаш» А. Букейханова и А. Байтурсынова к населению не оказывать сопротивления, чтобы уберечь безоружный народ от жестоких репрессий. Эти лидеры местного населения неоднократно пытались убедить администрацию не спешить с мобилизацией, провести подготовительные мероприятия, а также требовали обеспечить свободу совести, «правильную постановку просветительного дела», организовать обучение кыргызских и казахских детей на родном языке с созданием для них интернатов и пансионатов, учредить местные газеты. В то же время ряд радикальных представителей кыргызской и казахской интеллигенции (Бокин, Ниязосков, Жунусов) решительно призывали народ к вооружённому сопротивлению.

### Семиреченское восстание
Наиболее кровопролитным восстание было в Семиреченской области. Восстание в Семиречье приняло этнический характер, ввиду значительного числа русских поселенцев.
30 (17) июля 1916 в Туркестанском военном округе было вынужденно объявлено военное положение, а к концу августа все волости Семиреченской области были охвачены восстанием. Крупные боевые столкновения отмечены в урочище Асы, в районах Кастека, Нарынкола, Чарына, Курама, в Садыр-Матайской волости Лепсинского района и в других местностях Семиречья.
5 августа (23 июля) 1916 года повстанцы, силами до 5 тыс. чел., захватили почтовую станцию Самсы (Верненский уезд, 80 вёрст от г. Верный), прервав сообщение на почтовом тракте Верный — Пишпек. К 23 (10) августа к восстанию подключились банды дунган, которые вырезали ряд мирных русских поселений в окрестностях Иссык-Куля. 24 (11) августа дунгане перебили большинство крестьян сёла Иваницкого. Перебито было население деревни Кольцовка, погибло свыше 600 человек. Но уже 25 (12) августа из Верного был выслан казачий отряд (42 человека) для борьбы с шайками мятежников, который уничтожил одну из банд в районе города Токмак. Однако насилия продолжались. Мятежники разорили Иссык-Кульский монастырь, убив находившихся там православных монахов и послушников, разорению подверглись села Белоцарское, Столыпинское, Григорьевка, Высокое и Беловодское на реке Нарын. Кроме крестьян, от рук бандитов гибли служащие почтовых станций, железной дороги, врачи. Число жертв резни большей частью гражданского населения достигало 3 тыс. человек. Пржевальск с 24 (11) августа находился в ожидании нападения. Ввиду ожесточения 25 (12) августа там расстреляли 80 заключённых киргизов. Местные русские дружинники жёстко мстили мятежникам, устраивая самосуд над киргизами. В селе Беловодское 26 (13) августа местные русские крестьяне в ответ на бесчинства коренных жителей перебили 517 арестованных киргизов — участников мятежа.
Для подавления восстания было выделено 3,5 дружины, 7 рот из запасных стрелковых полков, 5 сотен, 14 орудий. Были организованы военно-полевые суды. 9-10 сентября (27-28 августа) хорунжий Берг в Пржевальском уезде с несколькими десятками казаков разбил скопище киргизов, уничтожив до 800 человек и захватив много скота. По показаниям пленных, мятежниками руководил турецкий генерал и два европейца. Отряд прапорщика Бойко истребил свыше 1000 повстанцев. Всего при подавлении восстания в Пишпекском и Пржевальском уездах было убито около 3000 киргизов. 16 октября по итогам подавления мятежа в Семиречье Куропаткин принял решение о выселении киргизов из Пишпекского и Пржевальского уездов, в которых более всего пострадало русское население, и образовании в связи с этим Нарынского уезда.

### Тургайское восстание
Тургайское восстание получило свое название от административной единицы Российской империи — Тургайской области. Военные действия проходили в основном в Тургайском, Иргизском уездах и Джетыгаринской волости Кустанайского уезда.
В степях Тургая повстанческое движение оказалось наиболее масштабное и продолжительное, поэтому совладать с ним российским властям было трудно, в первую очередь в связи со сложным характером местности и климата.
Тургайский центр восстания, в отличие от других очагов восстаний, имел свою структуру власти, просуществовавшую до Февральской революции. На волостных и уездных съездах повстанцев выбирались главы — ханы и сардарбеки. В свою очередь ханы подчинялись общему хану. У каждого хана были советники, визиры, по различным вопросам.
В течение июля-августа 1916 года в каждой волости были избраны ханы, подчинявшиеся общему хану — Абдугаппару Жанбосынову. Ближайшими сподвижниками его стали ханы Айжаркын Канаев и Оспан Шолаков, а также в августе 1916 года на общем съезде повстанцев избранный главнокомандующим — сардарбеком — Амангельды Удербайулы Иманов. Сардарбек имел двух помощников по военным и гражданским вопросам.
Существовал также кенеш (совет), состоявший из командиров отдельных повстанческих отрядов. Возглавлял кенеш сардарбек А. Иманов. При кенеше работал секретариат, решавший все административные вопросы, и судебная коллегия.
Все налоги и повинности в царскую казну отменяли и был введён свой налог — битамал — 4 рубля со двора, кроме того, дополнительным налогом облагались богатые казахские хозяйства. Таким образом, повстанцам Тургайской области удалось, отстранив от власти аульно-волостную официальную администрацию, наладить собственную систему управления, с прогрессивной шкалой налогообложения.
Амангельды Иманов и его соратник Алиби Джангильдин сумели создать дисциплинированный отряд. В разгар восстания под знамёнами Амангельды Иманова находилось около 50 тысяч сарбазов. В то время, как часть его воинов вела боевые действия, другая часть готовила их в тылу, заботясь о поставке вооружения, лошадей, провианта.
В октябре 1916 года войско Амангельды Иманова осадило Тургай. Зная, что он долго не выдержит штурм восставших, сюда уже спешил корпус под началом генерал-лейтенанта А. Д. Лаврентьева. 6 ноября русский гарнизон отбил штурм города повстанцами, потерявшими до 1000 человек. В начале декабря на реке Кара-куль русский отряд полковника Остроградского разбил 3000 повстанцев. Особым упорством отличались бои в местечке Батпаккара в полутораста километрах от Тургая. 17 января 1917 года произошло крупное сражение на Амударье, где укрылись около 40 000 повстанцев. В результате сражения повстанцы начали отступление через реку, однако часть из них утонула, а другая была перебита из пулемётов. Всего было убито не менее 6000 повстанцев и 7000 взято в плен. В целом к началу декабря в Тургайской области было разгромлено несколько тысяч мятежников, остатки их бежали в Сырдарьинскую область. В январе-феврале 1917 года полковником Тургеневым была проведена экспедиция к северо-востоку от Тургая. Нанеся ряд поражений повстанцам, русские войска вернулись в Тургай в конце февраля. Однако остатки мятежников продолжали действовать в области.

### Акмолинское восстание
В августе 1916 года народные волнения охватили всю Акмолинскую область. Были организованы военные ополчения сарбазов (воинов) в Коргалжинской, Карабулакской, Коржинкулской, Ерейментауской, Силетинской волостях. К повстанцам присоединились рабочие-казахи Петропавловска, Кокчетава, Атбасара, Караганды, Джезказгана, Байконура, Спасска. В сентябре-октябре число повстанцев достигло 40 тыс. 27—29 октября 1916 года ополченцы вели ожесточённые бои против армии и казаков на реках Терисаккап и Кыпшак. Повстанцы применяли тактику внезапного нападения небольшими группами, что давало возможность выиграть время, набраться сил и приобрести достаточное количество оружия. В Ерейментау ханом был избран Сатбай-кажи, полководцем — Сыздык-батыр (Бейсенулы). Руководителями восстания стали Молдажа Жадаев, Куаныш-кажи, Оспан Шонулы, Нурлан Кияшулы, Алсен Шомшиулы (погиб в бою). Активное участие в Акмолинском восстании принимали Рахымжан Мадиулы, Маметбай Шабатулы (погиб), Жакып Мырзакожаулы, Адильбек Майкотов, Иса Даулетбеков (погиб) и другие. Крупные сражения и незначительные стычки между повстанцами и армией продолжались до февраля 1917 года. Часть повстанцев Акмолы присоединилась к войскам Абдугаппара Жанбосынова и Амангельды в Тургае.

### Восстание в Прииртышье
Волнения начались сразу же после указа от 8 июля (25 июня) 1916 года о привлечении мужского населения на тыловые работы и отличались своей массовостью. В августе 1916 года восстание полыхало в Степном генерал-губернаторстве, куда входила Семипалатинская область с шестью уездами (Семипалатинским, Усть-Каменогорским, Каркаралинским, Бухтарминским, Зайсанским и Павлодарским).
По Семипалатинской области мобилизации подлежало 85479 человек. Число повстанцев в Павлодарском уезде по официальным сообщениям достигало 4 тыс. человек. В Кызылтауской волости Павлодарского уезда вспыхнуло восстание 80 местных жителей из рода Суюндык под руководством Агабая Кокабаева. Его ближайшими помощниками были К. Жалмагамбетов, Е. Карибаев, Н. Бисмильдин, Ш. Байбурдин. Вооружившись, отряд ушёл в ущелье Кызыл Тау, где они организовали кузницу по изготовлению сабель и пик. В это же время начались волнения в Аккелинской волости. Агабай Кокабаев послал туда своих людей, но опоздал — армейский отряд из Павлодара разогнал взбунтовавшихся аккелинцев. Подавление восстания продолжалось. С 4 октября(21 сентября) по 16 (3) октября бои велись в урочище Алабас, крупные стычки проходили в урочище Каражар. К ноябрю восстание было в целом подавлено.

## Подавление восстания
Против восставших были направлены войска численностью около 30 тысяч человек с пулемётами и артиллерией. Вспомогательную роль играли ополчения из местных казаков и русских поселенцев. Уже в конце лета восстание было подавлено в Самаркандской, Сырдарьинской, Ферганской и ряде других областей, а в сентябре-начале октября было подавлено восстание и в Семиречье. Последние остатки сопротивления были подавлены в конце января 1917 года в Закаспийской области.
Русская армия достаточно легко подавила мятеж. Даже силами отдельных разъездов удавалось рассеивать крупные скопища мятежников. Тем не менее, местных сил оказалось недостаточно, и командованию для его подавления пришлось снять ряд частей с фронта. Эффективность подавления мятежа была обусловлена несколькими факторами. Прежде всего, отряды мятежников не могли противостоять регулярным войскам, пусть и состоящим, в значительной степени, из запасных солдат. Подавление мятежа носило организованный и хорошо скоординированный характер. Ликвидации беспорядков способствовало наличие в охваченных ими районах подконтрольных властям железных дорог, позволявших быстро перебрасывать войска и снабжать их всем необходимым. Значительную роль сыграло применение артиллерии и пулемётов. При подавлении мятежа успешно использовались грузовые автомобили, с установленными на них пулемётами.
При подавлении восстания нередки были случаи самосуда, в том числе совершённые населением, которое жестоко пострадало от восставших. За убийство своих родителей, жён и детей ополченцы порой мстили невиновным в тех зверствах людям или пленным. Приказом туркестанского генерал-губернатора при всех армейских отрядах и во всех уездных городах были созданы военно-полевые суды, которые выносили смертные приговоры.

## Число жертв и последствия
Потери русского мирного населения составили около 3000 убитых, было разорено свыше 10 000 крестьянских хозяйств. Число жертв подавления восстания среди коренного населения колеблется в обширных пределах от 100 тысяч до 500 тысяч по данным Рудольфа Руммеля. Только в одном эпизоде у Шамсинского перевала отрядом казаков было расстреляно 1,5 тысячи киргизов, в основном женщин, стариков, детей. По данным комиссара Временного правительства в Семиречье Шпакского, к 1 июля 1917 года в боях с русской армией было убито 12 000 казахов и киргизов, в Китай бежало 164 000 человек, из которых 83 000 погибли. По данным Тынышпаева в Китае погибло 95 200 человек. По современным оценкам в результате подавления восстания, жертвами со стороны местных жителей стали около 150 000 человек, погибших как в боях с русской армией, так и в результате голода и болезней вызванных бегством в труднодоступные районы.
Вместо запланированных 480 тысяч, к февралю 1917 года удалось мобилизовать на тыловые работы лишь около 123 тысяч человек.
Боязнь подвергнуться репрессиям и мести за участие в восстании стала одной из причин «большого / великого исхода» (кирг. чоң үркүн) — массового бегства казахов и киргизов в Китай. Всего из Казахстана и Средней Азии (прежде всего из Киргизии) в Китай ушло более 300 тыс. человек.
Как указывал депутат Государственной думы кадет Василий Степанов, восстание и его подавление создали «глубокую рытвину между местным населением и властью, превратив их в два враждебных лагеря, и в то же время привела к интенсивному росту национального самосознания народов края».
В ходе подавления восстания губернатор А. Н. Куропаткин распорядился для нужд русской армии конфисковать у коренного населения земли, где произошли безжалостные убийства русских переселенцев. В сентябре 1917 года Временное правительство выплатило семьям пострадавших 11 млн 150 тыс. рублей. Куропаткин предлагал установить на вверенной ему территории особые условия для исключения недовольства, в частности, земельным вопросом: планировалось создание уезда с исключительно русским (включая казачье) населением вокруг озера Иссык-Куль и особого киргизского горного уезда с центром в Нарыне. Этим планам помешала Февральская революция. Вместе с тем существуют также позитивные оценки деятельности А. Н. Куропаткина при подавлении восстания — например, отмечается, что из 933 участников восстания, первоначально задержанных и отданных под суд 346 были оправданы, а из 587 приговорённых к смертной казни казнён только 201 человек.

## Роль Китая
Волна беженцев, хлынувшая в Синьцзян в июле-августе 1916 года, застала китайские власти врасплох, и они не смогли ни задержать бегущих, ни выдворить их обратно. Среди первых беженцев было много китайских подданных, работавших в Казахстане и Киргизии на опиумных плантациях, прежде всего дунган. Массовое бегство казахского и киргизского населения в Китай побудило русское пограничное начальство прибегнуть к конфискации земель у бежавших и отправке на границу заградительных отрядов, однако эти меры не смогли остановить мощный поток беженцев.
В годы Первой мировой войны резко возросла активность турецкой и германской агентуры в Синьцзяне, особенно в Кашгаре. При этом симпатии мусульманского населения были на стороне Турции, и в мечетях Кашгарии шли богослужения за победу турецкого оружия над неверными. Русское и английское консульства в Кашгаре совместными усилиями оказывали давление на местные китайские власти, добиваясь пресечения деятельности турецко-германских агентов и наказания или удаления с должностей китайских чиновников, потворствовавших им. Активная деятельность германо-турецкой агентуры в Синьцзяне осложняла работу русских консульств по возвращению беженцев. В то же время положение большинства беженцев было тяжёлое. Ограбленные сначала на границе войсками, а затем местным населением и китайскими властями, беженцы были лишены всяких средств к существованию и уже весной 1917 года начали возвращаться обратно в российский Туркестан. Центральное правительство Китая стремилось решить проблему беженцев, избавить от них Синьцзян и тем самым помочь русским властям. Однако на местах приём и возвращение беженцев во многом зависел от местных китайских чиновников, которые использовали тяжёлое положение беженцев в целях личного обогащения.
У российских властей имелись данные, что в организации восстания в Семиречье принимали участие известные в Синьцзяне участники Синьхайской революции Ли Сяо-фын и Юй Дэ-хай. Накануне восстания под предлогом покупки опиума из Китая в Семиречье прибыло значительное количество (до нескольких тысяч) вооружённых казахов и киргизов, дунган, уйгуров, китайцев, сартов и даже калмыков, ведущих активную антирусскую пропаганду среди казахского и киргизского населения. В ряде мест, в частности, в Мариинской волости Пржевальского уезда, именно подданные Китая стали главными организаторами восстания. В Семиречье и Кашгарии ходили упорные слухи, что в подготовке восстания участвовал даже бывший губернатор Кашгара Ю Нома. Из Синьцзяна в Семиречье тайно доставлялось оружие. Среди руководителей восстаний были также военнопленные немцы, турки, представители мусульманского духовенства.

## Роль германо-турецкой агентуры
В конце XIX века германские и турецкие агенты под видом предпринимателей, торговцев, путешественников, миссионеров участили своё появление в Туркестане, повсеместно разжигая панисламистские и антироссийские настроения. Так в 1898 году русскими властями фиксировалась передача местным духовным лидерам грамоты от османского султана с призывом начать газават против русских, что стало одной из причин восстания в Андижане. Деятельность агентуры продолжалась вплоть до окончания Первой мировой войны.
В начале XX века германские разведслужбы создали два центра в Китайском Туркестане: в Кашгаре и Кульдже. Деятельность этих центров была направлена на ослабление позиций России в Средней Азии. Перед началом Первой мировой войны в Кашгарии действовал разведчик Вернер Хентиг. Хентиг собрал в Кашгарии диверсионную группу из уйгуров, узбеков, киргизов и других, которых он засылал на территорию российского Туркестана. В 1916 году, после провала миссии Хентига по провоцированию антибританского восстания в Афганистане, германская агентура перебралась в Кашгар. Русские архивные свидетельства указывают, что летом 1916 года находящиеся в пределах Восточного Туркестана дунганские войска были вполне готовы к мятежу благодаря воздействию германо-турецкой пропаганды.
Военный губернатор Семиреченской области А. И. Алексеев в докладной записке генерал-губернатору Туркестанского края А. Н. Куропаткину в начале ноября 1916 года писал, что «среди главных причин недовольства киргизов, приведших к открытому возмущению, надо считать: пропаганду, проникавшую из соседнего Китая (Кульджа, Кашгар), где имеются германские агенты, действующие через дунган и китайцев, в большом числе приезжавших на Каркару и Пржевальск; причастность к беспорядкам в Семиречье китайских анархистов партии „Геляо“, имевших связь с немецкими агентами».
В годы Первой мировой войны германские агенты активно работали непосредственно среди населения Русского Туркестана, опираясь на тех его религиозных деятелей, которые были особенно недовольны российской властью в регионе. По указанию германских разведслужб, эти представители туркестанского мусульманского духовенства вели среди населения широкую антироссийскую пропаганду, распространяли листовки, призывали уклоняться от мобилизации в тыловые части войск.

## Память
В Киргизии имеется большое количество памятников, посвящённых событиям 1916 года, называемым в народе "Уркун"- "массовое бегство".
- 2 сентября 2016 года к 100-летию «Үркүн» в мемориальном комплексе Ата-Бейит (Киргизия) был открыт Мемориал памяти погибших в 1916 году.
- 17 сентября 2016 года президенты Киргизии — Алмазбек Атамбаев, России — Владимир Путин, Армении — Серж Сагсян и премьер-министр Молдовы Павел Филип почтили память погибших, возложив цветы к Мемориалу памяти погибших в 1916 году в мемориальном комплексе Ата-Бейит[33].
- В октябре 2017 года Президент Киргизии Алмазбек Атамбаев подписал закон о учреждении в память о восстании и исходе киргизского народа в Китай праздника «Дни истории и памяти предков», отмечаемого 7—8 ноября[34][35].

29 июля 2016 года в Казахстане отмечалось столетие народного восстания. В райцентре Кеген установлен памятник.